# استپانوس آسوغیک
استپانوس آسوغیک (ارمنی: Ստեփանոս Ասողիկ) یا استپانوس تارونتسی  تاریخ‌نگار اهل ارمنستان است که در سده یازدهم میلادی می‌زیست. 
به امر جاثلیق سارگیس وی تاریخ جهان را در سه جلد به رشته تحریر درآورد. در نگارش این اثر وی از  کتاب مقدس، و آثار اوسبیوس قیصری، موسس خورناتسی بهره جست.